# Ban Hyo-Jin
Ban Hyo-Jin (en coreano: 반효진; Daegu, 20 de septiembre de 2007) es una deportista surcoreana que compite en tiro, en la modalidad de rifle.En los Juegos Olímpicos de París 2024, estableció un récord olímpico en la clasificación de rifle de aire de 10 m femenino y ganó una medalla de oro.

## Primeros años de vida
Ban nació en 2007. Creció en Daegu y asistió a la escuela media Daegu Dongwon, pero no comenzó a practicar tiro deportivo hasta 2021, habiendo participado previamente en taekwondo. En julio de 2021, un amigo le sugirió hacer una prueba para entrar en el equipo de tiro de la escuela. Entró en el equipo y, después de dos semanas, «se dio cuenta de que tenía talento para el tiro». Observó cómo se celebraban los Juegos Olímpicos de Tokio 2020 en 2021, pero, según Yonhap, «ni una sola vez pensó que ella misma estaría compitiendo en unos Juegos Olímpicos solo tres años después».

## Carrera
Dos meses después de probar este deporte por primera vez, Ban ganó la medalla de oro en un torneo en Daegu. En abril de 2023, Ban, que ahora asistía a la Escuela Secundaria de Educación Física de Daegu, ganó la medalla de plata en el campeonato nacional de escuelas secundarias femeninas en el evento de rifle de aire comprimido. Más tarde ese año, participó en el Campeonato Asiático de Tiro Juvenil y ganó la plata en la prueba por equipos. En 2024, Ban compitió en las pruebas olímpicas de Corea, «solo para ganar algo de experiencia en competencia»: según YNA, «su objetivo inicial era competir contra algunos tiradores veteranos este año y luego luchar por un lugar en el equipo nacional para la temporada 2025». Sin embargo, terminó ganando la competencia de manera sorprendente, clasificándose así para los Juegos Olímpicos de París 2024 en los eventos de rifle de aire de 10 metros mixto y rifle de aire de 10 metros individual.
Ban se convirtió en el miembro más joven del equipo olímpico de Corea del Sur de 2024. Antes de los Juegos Olímpicos, compitió en la Copa Mundial ISSF 2024: aunque terminó en el puesto 42 en el torneo de Bakú, Azerbaiyán, luego participó en el torneo de Múnich, Alemania, y ganó una medalla de plata en el evento individual de rifle de aire a 10 metros. En la ronda de clasificación para los Juegos Olímpicos en la prueba individual de rifle de aire comprimido de 10 m, Ban estableció el récord olímpico de todos los tiempos con una puntuación de 634,5, lo que le aseguró un lugar en la final. En la final, igualó el récord olímpico y ganó la tanda de desempate para ganar el oro.

## Palmarés internacional
| Juegos Olímpicos | Juegos Olímpicos | Juegos Olímpicos | Juegos Olímpicos |
| Año              | Lugar            | Medalla          | Prueba           |
| ---------------- | ---------------- | ---------------- | ---------------- |
| 2024             | París (Francia)  | Medalla de oro   | Rifle 10 m       |